# Bembidion aegyptiacum
Bembidion (Microserrullula) aegyptiacum – gatunek chrząszcza z rodziny biegaczowatych i podrodziny Trechinae.
Gatunek ten został opisany w 1831 roku przez Pierre’a F.M.A. Dejeana.
Chrząszcz o ciele długości od 4,9 do 6,4 mm. Czarna głowa wyposażona jest w rude czułki i głaszczki i cechuje się zanikłymi bruzdami czołowymi. Czarne przedplecze ma silnie faliste, wystające ku przodowi kąty przednie, bardzo wąskie obrzeżenie boczne i ostre kąty tylne. Barwa odnóży jest ruda. Tylna ich para ma stopy o pierwszym członie dłuższym od ostatniego oraz prawie tak długim jak człony od drugiego do czwartego razem wzięte. Jednolicie rudobrązowe pokrywy mają ząbkowane krawędzie boczne oraz kompletne, delikatnie punktowane rzędy. Skrócony rząd przytarczkowy ustawiony jest w ramieniowej części pokrywy pod kątem prostym do jej bocznego obrzeżenia. Tylna para skrzydeł jest w pełni wykształcona.
Owad palearktyczny, endemiczny dla Egiptu. Pospolicie zasiedla brzegi jeziora Nasera i Nilu w Egipcie Górnym, natomiast mniej liczny jest w Delcie Nilu i Egipcie Dolnym. Rzadko występuje na wybrzeżu morskim, a z Synaju wykazywany był tylko jednokrotnie.
Najliczniej spotykany jest latem. Preferuje żwirowe lub błotniste, pozbawione roślinności lub skąpo nią porośnięte pobrzeża słodkich wód płynących. Często współwystępuje z Abacetus aeneus, Bembidion moursyi i przedstawicielami rodzaju Acupalpus.